# Châtelain
 Châtelain  es una localidad y comuna de Francia, en la región de País del Loira, departamento de Mayenne, en el distrito de Château-Gontier y cantón de Bierné.
Su población en el censo de 1999 era de 158 habitantes.
Está integrada en la Communauté de communes du Pays de Château-Gontier.

## Demografía
| 394 | 401 | 328 | 341 | 393 | 404 |
| Para los censos de 1962 a 1999 la población legal corresponde a la población sin duplicidades (Fuente: INSEE [Consultar]) |     |     |     |     |     |